# شركة سرت للنفط
شركة سرت لإنتاج وتصنيع النفط والغاز هي شركة نفط وغاز تابعة إلى المؤسسة الوطنية للنفط وتوجد في مرسى البريقة. أنشئت الشركة سنة 1981، وتقوم الشركة بكافة الأنشطة المتعلقة باستكشاف وإنتاج وتصنيع النفط والغاز وكذلك نقل الغاز إلى المستهلكين عبر الخط الساحلي.

## الحقول
- Oil and Associated Gas Fields
  - Nasser (Zelten)
  - Raguba
  - Lehib (Dor Marada)
  - Jebel
  - Wadi
  - Ralah
  - Arshad
  - Ain Jerbi
  - Al Wafa
- Non-Associated Gas Fields
  - Hateiba
  - Sahl
  - Assamoud
  - Meghil
  - Sorrah
  - Attahaddy